# Benoit Marie
Benoit Marie (sinh ngày 26 tháng 12 năm 1992) là một cầu thủ bóng đá chuyên nghiệp người Seychelles hiện đang thi đấu ở vị trí hậu vệ cho Đội tuyển bóng đá quốc gia Seychelles.